# Fort Sint-Anthonie

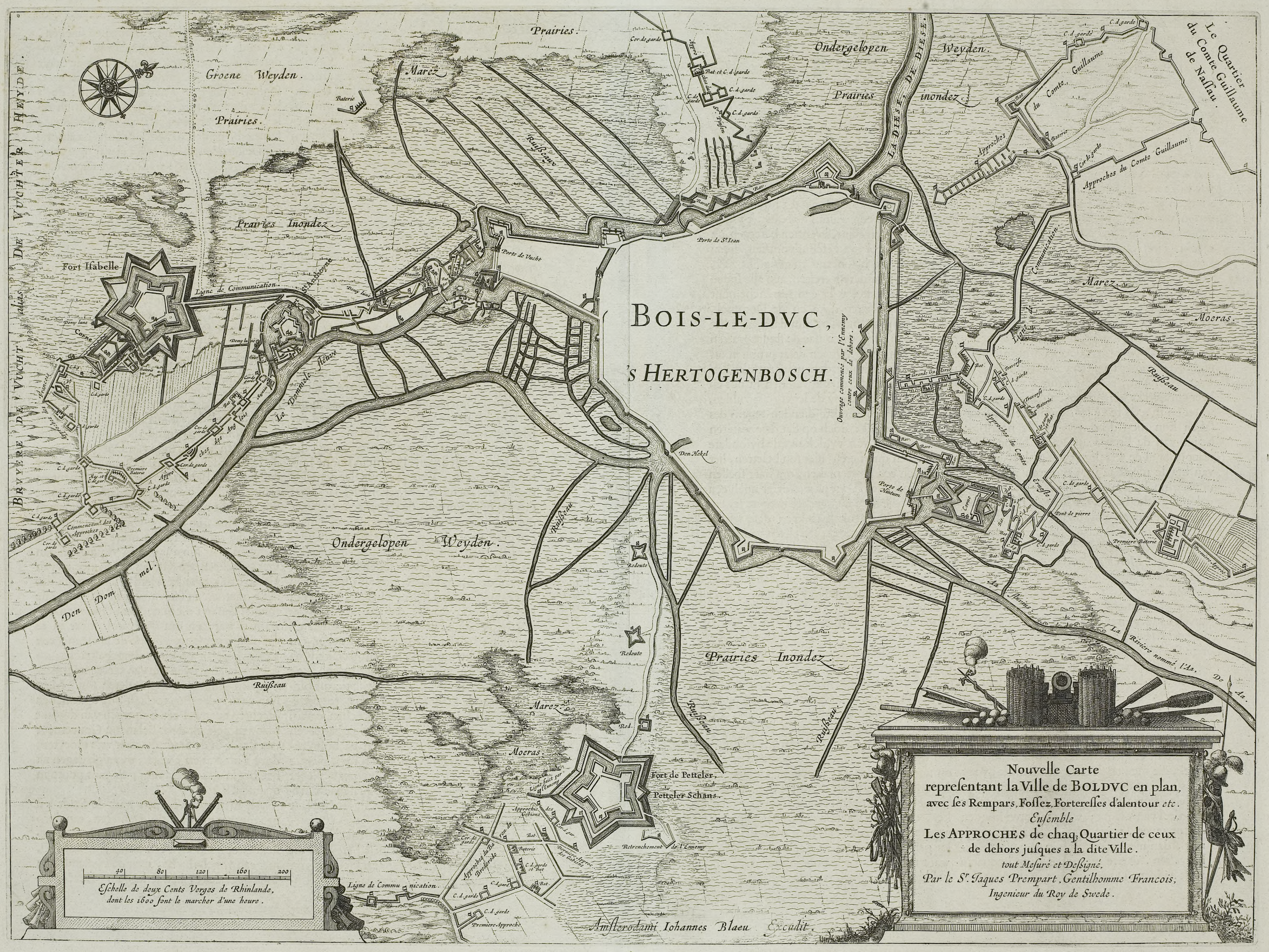
Kaart van Den Bosch tijdens het beleg van 1629. Aan de linkerzijde is fort Isabella te zien. Naast fort Isabella ligt het kleinere fort Sint-Anthonie. Onder is Fort De Pettelaar te zien.

Fort Sint-Anthonie was een fort ten zuiden van de Nederlandse stad 's-Hertogenbosch. Het lag samen met Fort Isabella aan de weg naar Vught, die anno 2021 bekendstaat als Vughterweg. De naam van het fort is een verwijzing naar Antoon van Bourgondië, die in de stad de Baseldonkklooster liet bouwen. Ook bastion Sint-Anthonie verwijst naar Van Bourgondië.

## Bouw van het fort
De exacte datum van de bouw van het fort is niet exact te bepalen. Vermoedelijk werd de bouw in 1597 voltooid. De vorm was asymmetrisch. De plattegrond van het fort was gebaseerd op een regelmatige vijfhoek. De bastions stonden op vier hoekpunten. Alleen het hoekpunt tegenover de binnenstad van 's-Hertogenbosch had geen bastion. De courtine was aan deze zijde gebroken en had een naar binnen geknikte vorm. Rondom het fort lag een brede gracht, met twee bruggen erover. Langs de oostzijde van het fort hoefde geen gracht gegraven te worden, want daar stroomde de Dommel. Ten zuiden van het fort werd een ravelijn als voorwerk gebouwd.

## Sloop van het fort
Na de vestingwet van 1874 werd het fort ingedeeld in de categorie eerste klasse fort. Nadat de weg naar Vught in 1883 werd verlegd, werd de westelijke helft van het bastion gesloopt. Hierdoor verloor het fort zijn klassen. Alleen twee bastions die aan de Dommel grensden, bleven bewaard.

## Trivia
- Bij het Beleg van 's-Hertogenbosch werd hier hevig gevochten. Door middel van loopgraven naderden de soldaten van Frederik Hendrik van Oranje-Nassau het fort. Nadat eerst Fort Isabella was gevallen, viel ook Fort Sint-Anthonie halfweg juli 1629.